# Commidendrum spurium
Espèce
Statut de conservation UICN

 CR  : 
En danger critique
Commidendrum spurium est une espèce de plantes à fleurs du genre Commidendrum de la famille des Asteraceae (Compositae).